# Helmut Freitag
Pour les articles homonymes, voir Freitag.
Helmut E. Freitag, né en 1932, est un botaniste allemand, curateur à l'université de Cassel. Son herbier est issu de ses collections de spécimens récoltés à l'ouest et au centre de l'Asie, particulièrement d'Afghanistan d'Iran, du Pakistan, du Kazakhstan et de l'Ouzbékistan, ainsi que des régions de la Méditerranée, notamment d'Espagne et de France.

## Hommages
Éponymes:
- (Apiaceae) Bupleurum freitagii Rech.f.[1]
- (Asteraceae) Anthemis freitagii Iranshahr[2]
- (Chenopodiaceae) Salicornia freitagii Yaprak & Yurdak.[3]
- (Chenopodiaceae) Sarcocornia freitagii S.Steffen, Mucina & G.Kadereit[4]
- (Lamiaceae) Phlomoides freitagii (Rech.f.) Kamelin & Makhm.[5]
- (Leguminosae) Astragalus freitagii I.Deml[6]
- (Primulaceae) Dionysia freitagii Wendelbo[7]
- (Rosaceae) Rosa freitagii J.Zieliński[8]